# Enzo Balestrieri
Vincenzo „Enzo“ Balestrieri (* 1. Januar 1952 in Rom) ist ein italienischer Regisseur.

## Leben
Balestrieris erste Arbeit war der 1991 gezeigte Fernsehfilm La luna nel pozzo, dem vier Jahre später der Kinofilm Altrove folgte, für den er auch das Drehbuch nach eigener Vorlage schrieb, für das Szenenbild und für die Kostüme verantwortlich zeichnete. 2003 folgte der mehrfach preisgekrönte (u. a. Europäischer Filmpreis) Dokumentarfilm Clown in' Kabul.